# Abracadabra (Buck-Tick-album)
Az Abracadabra a Buck-Tick japán rockegyüttes huszonkettedik nagylemeze, mely 2020-ban jelent meg.  Harmadik volt az Oricon slágerlistáján az első héten 15 902 eladott példánnyal, és ötödik a Billboard Japan albumlistáján.

## Háttér
Az album címe az Eureka című dal szövegéből származik. Imai Hiszasi már 2019 tavaszán elkezdte írni a dalokat az albumra. A Covid19-pandémia miatt az album felvételeit egy hónapra fel kellett függeszteni. A Buck-Ticktől megszokott módon a korábban kislemezen kiadott dalok újravett, újramixelt változatai kerültek fel az albumra.
Ez az együttes első lemeze, mely kifejezetten nemzetközi verzióban is megjelent, a JPU Records gondozásában. Az albumhoz a járvány miatt nem terveztek promóciós turnét, online koncertet adtak 2020. szeptember 21-én.

## Dallista
| 1.    | PEACE (instrumentális)                                     |                | Imai   | 2:47 |
| 2.    | Que sera sera Elegy (ケセラセラ エレジー)                  | Imai           | Imai   | 4:49 |
| 3.    | URAHARA-JUKU                                               | Szakurai       | Imai   | 5:06 |
| 4.    | SOPHIA DREAM                                               | Imai           | Imai   | 3:27 |
| 5.    | Cuki no szabaku (月の砂漠)                                 | Szakurai       | Hosino | 4:01 |
| 6.    | Villain                                                    | Szakurai, Imai | Imai   | 4:56 |
| 7.    | Kogoeru Crystal CUBE ver. (凍える Crystal CUBE ver.)       | Szakurai       | Hosino | 5:14 |
| 8.    | Maimu Maimu (舞夢マイム)                                   | Szakurai       | Imai   | 3:52 |
| 9.    | Dance tengoku (ダンス天国)                                 | Szakurai       | Hosino | 3:48 |
| 10.   | Kemonotacsi no joru YOW-ROW ver. (獣たちの夜 YOW-ROW ver.) | Szakurai       | Imai   | 4:06 |
| 11.   | Datensi YOW-ROW ver. (堕天使 YOW-ROW ver.)                 | Szakurai       | Imai   | 3:31 |
| 12.   | Moonlight Escape                                           | Szakurai       | Imai   | 4:11 |
| 13.   | Eureka (ユリイカ)                                          | Szakurai, Imai | Imai   | 3:43 |
| 14.   | Bókjaku (忘却)                                             | Szakurai       | Imai   | 4:43 |
| 58:15 |                                                            |                |        |      |

| 15. | Moon szajonara vo osiete (kislemez verzió) |  |
| 16. | Kogoeru (kislemez verzió)                  |  |
| 17. | Datensi (kislemez verzió)                  |  |
| 18. | Kemonotacsi no joru (kislemez verzió)      |  |